# Дари еду
Благотворительный проект «Дари еду» — российская некоммерческая благотворительная организация, добровольный фонд продуктовой помощи нуждающимся людям, находящимся в трудной жизненной ситуации (многодетным семьям, семьям с детьми с особенностями развития, родителям-одиночкам, взрослым людям с инвалидностью, пенсионерам, бездомным) Создан в 2016 году. Автором идеи проекта является Игорь Шатунов.
Проект начал свою деятельность с установки специальных боксов для сбора продуктовых пожертвований в продуктовых магазинах и торговых центрах.
Командой проекта запущен благотворительный интернет-магазин, в котором любой желающий может приобрести продукцию для пожертвования нуждающимся.
.
«Дари еду. Социальные кухни» — это совместный проект Благотворительного фонда «Дари еду!» и Народного Фронта.
Проект сотрудничает с различными некоммерческими организациями, оказывая адресную помощь подопечным данных организаций.